# Робін ван Аггеле
Робін ван Аггеле (нід. Robin van Aggele, 30 липня 1984) — нідерландський плавець.
Учасник Олімпійських Ігор 2008 року.
Призер Чемпіонату світу з плавання на короткій воді 2008 року.
Чемпіон Європи з плавання на короткій воді 2009, 2010 років, призер 2006, 2007 років.